# Iron Man 3 (videojuego)
Iron Man 3: The Official Game fue un videojuego móvil desarrollado y publicado por Gameloft. El juego fue lanzado el 30 de abril de 2013 y está basado en la película Iron Man 3. Ahora está descontinuado y no es compatible con Gameloft. El juego es un corredor sin fin, donde el jugador intenta esquivar objetos para ganar puntos y completar el nivel y derrotar a los villanos del universo "Iron Man". El juego recibió críticas mixtas, y los críticos elogiaron la premisa central, pero criticaron las excesivas microtransacciones y restricciones de tiempo basadas en freemium.

## Jugabilidad
El juego se juega como un corredor sin fin, similar al juego Temple Run. Muchos juegos del género juegan como un juego  desplazamiento lateral  juego de plataformas en espacio 2D; sin embargo, de forma similar a Sonic Dash, el juego se juega tanto en espacio 3D detrás del personaje como durante el vuelo, sin elementos de plataforma.
El jugador controla  Tony Stark en su armadura  Iron Man, maniobrándolo a través de varias localizaciones. Al deslizar la pantalla táctil se mueve al personaje, mientras que al tocar sobre los personajes se disparan proyectiles a los enemigos. Para dispositivos posteriores con un  giroscopio de orientación, el juego se actualizó para incluir funciones de sensibilidad de giroscopio para mover Iron Man por la pantalla. Esto liberó el toque de la pantalla del jugador para enfocarse únicamente en maniobras ofensivas. Los niveles son  generado aleatoriamente y se juegan infinitamente, hasta que el jugador sufra suficiente daño para KO al personaje. El daño se sufre al volar enemigos humanos y droides, al chocar contra edificios y otros obstáculos, al estrellarse contra chorros o al disparar misiles. Una ubicación espacial posterior agregó misiles de plasma y asteroides a la lista de obstáculos a evitar.
Las misiones, que generalmente consisten en eliminar un cierto número de enemigos, o recolectar un cierto número de artículos, recompensarán al jugador con la moneda del juego para comprar mejoras en armas o armaduras. Alternativamente, el jugador puede elegir usar dinero real para hacer compras en la aplicación. Si la armadura incurre en demasiado daño, el jugador debe comenzar de nuevo. Originalmente hubo un período de espera de 30 segundos  tiempo real (más largo para algunas armaduras más avanzadas) que ocurriría mientras la armadura se reparara. Esta restricción se eliminó en actualizaciones posteriores del juego.
El juego ofreció inicialmente 18 variaciones de armadura de Iron Man para personalizar el personaje del jugador, con otros dos agregados en una actualización. Las actualizaciones adicionales agregaron aún más armaduras, con las armaduras divididas en categorías basadas en sus movimientos especiales. Varios villanos de  Iron Man  también aparecen en el juego, particularmente Crimson Dynamo y M.O.D.O.K..

## Historia
Siguiendo los eventos de Iron Man 3,  Tony Stark descubre que  A.I.M. todavía está presente y sigue causando problemas. Se pregunta quién podría estar dirigiéndolos con Killian desaparecido. Pronto descubre que Crimson Dynamo, Living Laser y  Ezekiel Stane están controlando las principales operaciones dentro de A.I.M. Sin embargo, demuestra ser M.O.D.O.K. ese es el verdadero cerebro criminal detrás de los últimos ataques de A.I.M. Después de algunas derrotas humillantes, M.O.D.O.K. actualiza su cuerpo y hace copias de su conciencia en numerosas redes, asegurando que siempre pueda resucitarse en un nuevo cuerpo si alguna vez es destruido en la batalla. Stane revela su identidad a Tony y promete venganza por la negativa de Tony a entregar Stark Industries voluntariamente.
A medida que pasa el tiempo, Tony reconstruye las armaduras de Rhodey War Machine (incluido el Iron Patriot) para que pueda tener algo de ayuda para eliminar a A.I.M. La estratagema resulta útil, ya que Stane secuestra a Pepper y revela el plan de A.I.M. para hacerse cargo de la red  Stark Industries '. Tony logra derrotar a Crimson Dynamo, Living Laser y Stane. Rhodey usa la diversión que Tony le brinda al luchar contra Stane como una oportunidad para rescatar a Pepper antes de que muera electrocutada.
M.O.D.O.K., luego ataca nuevamente, revelándose como la conciencia de Aldrich Killian descargada por A.I.M. y ahora obsesionado con descargar su mente en cuerpos y redes más nuevos. Tony derrota a M.O.D.O.K., pero no puede evitar que se descargue en el mainframe de Stark Industries. Tony logra destruir físicamente la red de Stark Industries, atrapando a M.O.D.O.K. 3.0 en la red anterior y forzando M.O.D.O.K. y A.I.M. a destruirse. Temiendo que lo intenten de nuevo, Tony decide declarar que la antigua red de Stark Industries está definitivamente desactivada. Se le ocurren planes para desarrollar una red más segura que resulte mucho más difícil para A.I.M. para hackearlo, doblándolo como "Stark Resilient".

## Desarrollo
El juego fue anunciado por primera vez por Gameloft en marzo de 2013. La compañía optó por adoptar un enfoque diferente al juego que tenían con la adaptación del videojuego Iron Man 2, que era relativamente mal recibido videojuego de acción-aventura, optando por convertirlo en corredor sin fin.

## Recepción
El juego recibió una calificación de 58/100 del sitio web del agregador Metacritic, basado en 18 reseñas, lo que indica críticas mixtas. USA Today clasificó el juego como "No está mal, pero tampoco excelente", elogiando el juego principal, pero quejándose de que las compras en la aplicación tenían un precio injusto y una carga pesada, y que los personajes no reflejaban con precisión a sus homólogos cinematográficos.  Game Informer  se hizo eco de estos sentimientos, afirmando que "aprecian cómo los niveles aleatorios hacen que cada jugada se sienta diferente, y las bromas de Tony... pero hubiera disfrutado Iron Man 3 más si no limitó artificialmente mi acceso al mejor equipo de Iron Man en un intento barato de llegar a mi alcancía. Si eres fanático de los corredores interminables y puedes soportar el juego constantemente pidiéndote que publiques en Facebook  o compre más ISO-8, entonces puede encontrar una diversión divertida mientras espera en la fila para ver "Iron Man 3" en los cines".
Gamezebo elogió los gráficos, calificándolo como uno de los "juegos más atractivos para iOS que salieron el año pasado", pero criticó la espera de 30 segundos del lanzamiento original antes de comenzar un nuevo juego, llamando es "un truco bastante sombrío freemium". Digital Spy se refirió a él como "lo suficientemente decente", recomendándolo principalmente para "Iron Man" y los fanáticos de los cómics. Slide to Play se refirió al juego como inicialmente divertido, pero a medida que el juego progresaba,"... ciertos obstáculos se sienten ridículamente difíciles de esquivar, casi como si el juego estuviera cansado de que juegues". TouchArcade criticó los gráficos, afirmando que, aunque agradable, creó entradas retraso, incluso sin mucha acción presente en la pantalla, y que "no se siente tan terminado como otros juegos Gameloft. Technology Tell sentía que el costo de las compras en el juego y el tiempo de espera excesivo sería un obstáculo que muchos no podrían pasar por alto.